# راتنگره
راتنگره (به انگلیسی: Ratangarh) یک منطقهٔ مسکونی در هند است که در بخش چورو واقع شده‌است. راتنگره ۷۱٬۱۲۴ نفر جمعیت دارد و ۳۱۲ متر بالاتر از سطح دریا واقع شده‌است.